# يونس التوروزي الداودار

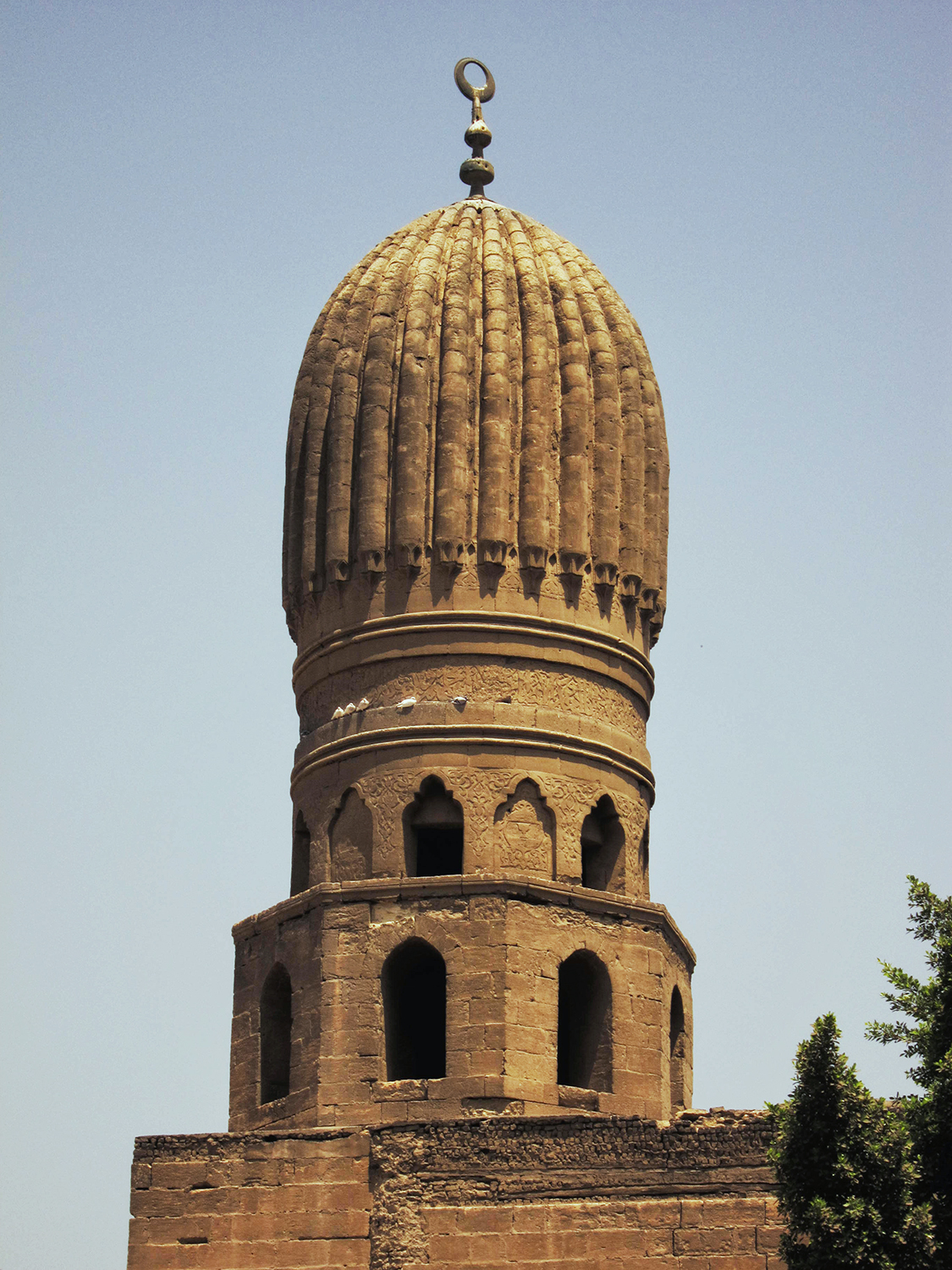
تربة الامير يونس الدوادار في القاهرة ولم يدفن فيها

هو الأمير شرف الدين يونُس النوروزي الدوادار، أصله من مماليك الأمير جرجى الإدريسي نائب حلب، واستقر من جملة المماليك اليلبغاوية، وصار دوادار الكبير أسندمر الأتابك، تنقل في الخدمة إلى أن أُمِرَّ طبلخانة، ووُليَ إمرَة بعلَبَك، ثم اتصل بالظاهر برقوق فاستقر عنده دويداراً كبيراً وتقدم في سلطنته الأولى، وكان أحد أركان الملك الظاهر، وإليه كان تدبير المملكة، وكان خدمه وباشر داواداريته من أيام إمرَته، وكان عاقلاً مُدَبِراً حازماً، وهو صاحب الخان خارج مدينة غزة وغيره، معروفة عمائره باسمه، ولا يحتاج ذلك إلى التعريف به، فإننا لا نعلم أحداً في الدولة التركية سُمِىَ بيونُس الدوادار غيره، ومن ضمن عمائره الشهيرة تربته التي توجد خارج باب الوزير.

## مَآثرُه وسيرَتُه
كان رحمه الله كثير الخير والعبادة، مُلازِمَاً للصوم والصلاة والتهجد في الليالي، وافر الحُرمَة زائد الهيبة، مُعرِضَاً عن الهزليات، وصفه المقريزي بأنه صاحب نُسُك، تغلُب عليه محبَته لأهل الخير، فكان مُحِبَاً للعلماء والصُلَحاء وأهل الدين، كثير الإحسان إليهم، يبالغ في إكرامهم واحترامهم، وصنع خيرات كثيرة يُعرَف بها خبره ودينه.
وكان الأمير يونس الدوادار فضلاً عن كريم صفاته وعلو همته وسمو شيَمُه، عاقلاً مُدبراً حازماً، عليم ببواطن أمور السياسة والحكم، فكان من أخص أمراء الظاهر برقوق، وقد حضر يونُس الدوادار عدة وقعات، كان النصرُ على يده فيها، إلى أن كانت أول فتنة يلبُغَا الناصري، فخرج مع الأمراء اللذين جهزهم الظاهر برقوق لدفاع المُتَغَلِبين، فإنكسر في تلك الوقعة بجانب دمشق من جهة الشمال، فلما انهزم مع من انهزم ظفر به الأمير عنقاء بن شطِّي من آل مِرَى، فقتله وقطع رأسه وتقرَّبَ به إلى الناصري.

## آثاره
شيَّدَ الأمير يونُس الدوادار رحمه الله الكثير من العمائر التي تحتل اسمه، فعمائره معروفة، ومما عمَّرَه بالقاهرة قيسارية ورَبع وقفهما على تربته بقبة النصر، وله تربة خارج باب الوزير، ومدرسة خارج دمشق، وخاناً جليلاً خارج غزة بالتحديد خان برقوق وسميت المدينة على اسمه خان يونس، حيث يذكر ابن حجر العسقلانى أنه عمَّر الخان الكبير الذي بعد غزة في طريق مصر فعظَّم النفعُ به، وله آثار حسنة، وله عدة أحواض سبيل بديار مصر والشام.

## وفاته
تُوفى الأمير يونُس الدوادار النوروزى بالقرب من خربة اللصوص، وذلك في يوم الثلاثاء ثالث عشرى ربيع الآخر عن نيِّف وستين سنة، وأما عن تاريخ وفاته فقد ذكر العسقلانى في الدُرر الكامنة أن مقتله كان سنة 771 هـ، ولكنه رجَّحَ العام 791 هـ، ذلك أن الثابت عند جمهور المؤرخين أنه – أي الأمير يونُس – قد قُتِلَ في العام 791 هـ، ضمن حوادث الفتنة التي وقعت بين يلبُغا الناصرى وعساكر مصر.